# بیلی ری سایرس
بیلی ری سایرس (به انگلیسی: Billy Ray Cyrus) (زاده ۲۵ اوت ۱۹۶۱) خواننده، ترانه‌سرا، بازیگر و نیکوکار آمریکایی است.
بیلی که پدر مایلی سایرس است در به شهرت رسیدن و وارد عرصه شدن مایلی سایرس در عرصه بازیگری و خوانندگی نقش بسزایی داشته است. وی همچنین در ساخت موسیقی کانتری در جهان به‌عنوان یک پدیده شناخته می‌شود.
از فیلم‌های معروف او می‌توان به بازی در فیلم همسایه جاسوس اشاره کرد.